# 31. srpnja
31. srpnja (31. 7.) 212. je dan godine po gregorijanskom kalendaru (213. u prijestupnoj godini).
Do kraja godine imaju još 153 dana.

## Događaji
- 1489. – Talijanski moreplovac Kristofor Kolumbo otkrio je otok Trinidad.
- 1929. – Poslije mučenja, policija je u istražnom zatvoru u Zagrebu ubila Paju Marganovića, jednog od sedmorice sekretara SKOJ-a.
- 1941. – Njemački maršal Hermann Göring dao je pismeni naputak šefu policije Reinhardu Heydrichu da sačini nacrt plana za istrebljenje europskih Židova.
- 1944. – Antoine de Saint-Exupery poginuo je kao pilot savezničkog aviona u Drugom svjetskom ratu.
- 1964. – Američka svemirske letjelica odaslala je na Zemlju prve snimke Mjeseca u krupnom planu.
- 1964. – Poginuo je country pjevač Jim Reeves.
- 1991. – SSSR i SAD potpisale su sporazum o ograničenju nuklearnog oružja.
- 2018. – Vlada Republike Hrvatske proglasila 31. srpnja Danom nacionalne sućuti povodom smrti glazbenika Olivera Dragojevića.
- 2025. – Održan svečani vojni mimohod povodom 30. obljetnice VRO Oluja.[1]

| - 1527. – Maksimilijan II., njemačko-rimski car, ugarsko-hrvatski i češki kralj († 1576.) - 1796. – Ignac Kristijanović, hrvatski (kajkavski) književnik († 1884.) - 1800. – Friedrich Wöhler, njemački kemičar († 1882.) - 1849. – Milutin Kukuljević Sakcinski, hrvatski političar († 1910.) - 1883. – Erich Heckel, njemački slikar i grafičar († 1970.) - 1886. – Ignacije Bulimbašić, hrvatski zrakoplovac († 1976.) - 1906. – Ivan Softa, hrvatski pjesnik († 1945.) - 1912. – Milton Friedman, američki ekonomist i nobelovac († 2006.) - 1919. – Privo Levi, talijanski kemičar i pisac († 1987.) - 1918. – Mia Oremović, hrvatska glumica († 2010.) - 1923. – Stephanie Kwolek, američka kemičarka († 2014.) - 1944. – Geraldine Chaplin, englesko-američka glumica - 1947. – Andrija Matijaš Pauk, hrvatski general bojnik, ratni zapovjednik Domovinskog rata († 1995.) - 1947. – Richard Griffiths, engleski glumac († 2013.) - 1950. – Duško Valentić, hrvatski glumac - 1951. – Vjekoslav Šutej, hrvatski dirigent († 2009.) - 1956. – Michael Biehn, glumac - 1959. – Slavko Nedić, skladatelj i glazbeni urednik - 1961. – Zvonimir Dinko Bučević, hrvatski glazbenik - 1962. – Wesley Snipes, američki glumac - 1965. – Joanne Kathleen Rowling, britanska književnica - 1967. – Elizabeth Wurtzel, američka spisateljica, autorica knjige Prozac nacija († 2020.) - 1969. – Antonio Conte, talijanski nogometaš i trener - 1969. – Vedran Mlikota, hrvatski glumac - 1989. – Viktorija Azarenka, bjeloruska tenisačica - 1989. – Loujain al-Hathloul, saudijska aktivistica | - 450. – Petar Krizolog, dvorski biskup i crkveni naučitelj (* o. 380.) - 1556. – Ignacije Loyola, svetac i utemeljitelj Družbe Isusove (* 1491.). - 1610. – Caravaggio, talijanski slikar (* 1573.) - 1648. – Vuk Mandušić, hrvatski ratni zapovjednik u borbi protiv Osmanlija - 1750. – Ivan V., portugalski kralj (* 1689.) - 1750. – Toma Babić, hrvatski franjevac i književnik (* 1680.) - 1784. – Denis Diderot, francuski filozof (* 1713.) - 1821. – Ivan Rupert Gusić hrvatski (kajkavski) prevoditelj, pisac i svećenik (* 1761.) - 1875. – Andrew Johnson, američki političar i predsjednik (* 1808.) - 1886. – Franz Liszt, mađarski skladatelj (* 1811.) - 1944. – Antoine de Saint-Exupéry, francuski književnik i avijatičar (* 1900.) - 1954. – Onofre Marimón, argentinski vozač F1 (* 1923.) - 1981. – Omar Torrijos, panamski vojni časnik i vođa države (* 1929.) - 1993. – Baudouin od Belgije, belgijski kralj (* 1930.) - 2004. – Josip Kopjar, hrvatski katolički svećenik (* 1941.) - 2012. – Gore Vidal, američki pisac (* 1925.) - 2013. – Enco Lesić, hrvatski klavijaturist, skladatelj i producent (* 1950.) - 2016. – Nikša Njirić, hrvatski skladatelj, glazbeni pedagog i muzikolog (* 1927.) - 2017. – Jeanne Moreau, francuska glumica i redateljica (* 1928.) |

## Blagdani i spomendani
- Ignacije Lojolski